# Herren von Pongau (Adelsgeschlecht)
Die Herren von Pongau (vermutlich mit den Herren von Hof(v)en gleichzusetzen) sind ein Salzburger Adelsgeschlecht, das im 12. Jahrhundert nachweisbar ist.  In der heutigen Burgruine Bachsfall von Bischofshofen wird die Burg Pongau vermutet.
Um 1150 widmete Perthold von Pongau dem Kloster Admont einen halben Hof zu Planchinowe (heute der Ortsteil Plankenau von St. Johann im Pongau) und vier zinsige Untertanen. Sein Sohn war der Mundschenk der Salzburger Erzbischofs Eberhard I. Rudeger von Pongau. Nach dessen Tod († 1161) teilte der Erzbischof das Lehensgut Plankenau zwischen dem Stift Admont und dem Salzburger Domkapitel auf. Diese beiden Herren von Pongau scheinen auch im Totenbuch des Salzburger Domstiftes auf und mit ihnen endet diese Familie.
Nach dem Aussterben der Herren von Pongau im Mannesstamm gelangte ein Teil ihres Besitzes an die Herren von Goldegg. Eine Grafschaft Pongau wird 1243 erwähnt; dabei ist nicht geklärt, ob die Herren von Pongau-Goldegg als namensgebende Burg die untere Burg bei der Georgskirche oder die obere Burg Bachsfall besaßen. In der Georgskirche wird auch die Hauskapelle der Herren von Pongau vermutet. 